# Kačič
Kačič je priimek v Sloveniji, ki ga je po podatkih Statističnega urada Republike Slovenije na dan 1. januarja 2010 uporabljalo 219 oseb.

## Znani nosilci priimka
- Ivan Kačič (1885—1924), bančnik
- Jule Kačič (1913—1987), hokejist, kolesar, balinar, keglavec, športni delavec in sodnik v 9-ih panogah
- Mila Kačič (1912—2000), pesnica in igralka
- Romana Kačič (*1964), krajinska arhitektka
- Zdravko Kačič (*1961), elektronik, prof. in rektor Univerze v Mariboru